# Gonzalo Amarilla
Gonzalo Amarilla (Maldonado, 8 de mayo de 1984) es un futbolista uruguayo que juega como mediocampista. Actualmente retirado, dirige en las inferiores de Atenas S.A.D

## Clubes
| Club                              | País       | Año                             |
| --------------------------------- | ---------- | ------------------------------- |
| Club Nacional de Football         | Uruguay    | 2004 - 2005 10 partidos 0 goles |
| Centro Atlético Fénix             | Uruguay    | 2006 - 2009 ? partidos ? goles  |
| Deportivo Maldonado               | Uruguay    | 2009 - 2011 ? partidos ? goles  |
| Asociación Deportiva San Carlos   | Costa Rica | 2011 12 partidos 1 gol          |
| Deportivo Maldonado               | Uruguay    | 2012 - 2014 31 partidos 2 goles |
| Club Atlético Ituzaingó (Uruguay) | Uruguay    | 2014- 2019 ? partidos ? goles   |

- Datos: Q5882816